# آرتور کمپتون
آرتور کمپتون (انگلیسی: Arthur Kempton; ۲۹ january ۱۸۸۹ – دسامبر ۱۹۵۸ (۶۹ ساله)) بازیکن فوتبال بود.
از باشگاه‌هایی که در آن بازی کرده‌است می‌توان به باشگاه فوتبال آرسنال و باشگاه فوتبال ردینگ اشاره کرد.